# Oblężenie Douai (1710)
Oblężenie Douai (pierwsze) – działania oblężnicze podczas hiszpańskiej wojny sukcesyjnej, trwające od 22 kwietnia do 25 czerwca 1710 roku.

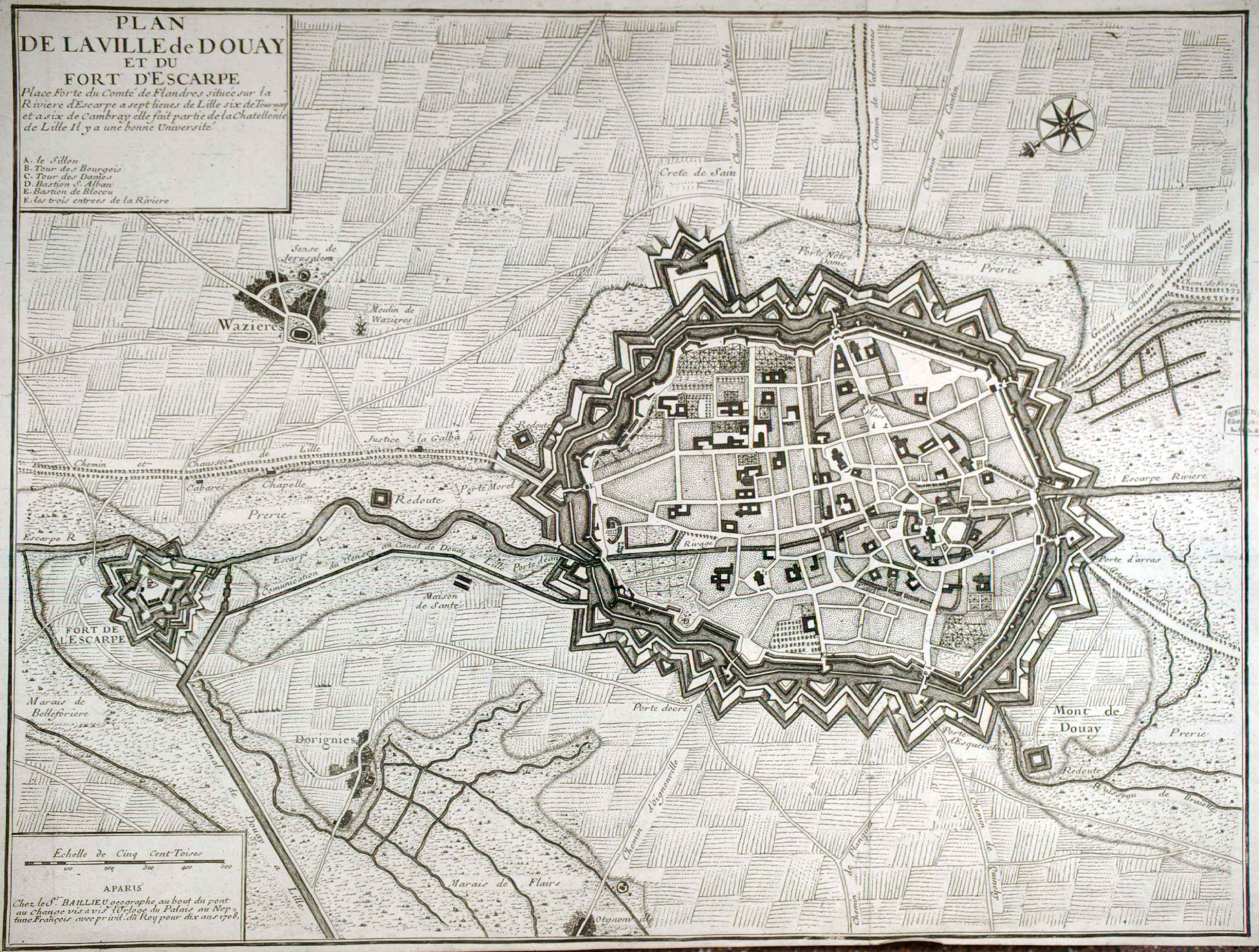
Plan miasta i twierdzy Douai (1708)

Ważną francuską twierdzę flandryjskiego pogranicza obległa pod koniec kwietnia silna armia cesarsko-angielska (160 tysięcy żołnierzy) pod wspólnym dowództwem Eugeniusza Sabaudzkiego i księcia Marlborough. Część jej sił (40 tys.) przeznaczono do bezpośrednich działań oblężniczych, podczas gdy pozostałe miały obserwować nieprzyjaciela i zabezpieczać przed 80-tysięcznymi wojskami marszałka Villarsa. Broniącym miasta i twierdzy 8-tysięcznym garnizonem francuskim dowodził generał hr. d’Albergotti.
Prace oblężnicze, powstrzymywane wycieczkami dokonywanymi przez obrońców, przekształciły się w wojnę minerską. 5 czerwca oblegający zdobyli pod ziemią kilka magazynów broni, a następnie części ukrytej drogi. Na powierzchni ich baterie 15 i 16 czerwca skoncentrowały ostrzał na północno-zachodnich rawelinach twierdzy, podejmując następnie (20 czerwca) szturm na trzy raweliny, z których dwa Francuzi utrzymali, a trzeci odzyskali kontratakiem. W kolejnych dniach na stokach rawelinów prowadzono prace oblężnicze, co doprowadziło do utraty 2 rawelinów (22 czerwca), a w nocy dalszych dwóch. Nocą 24/25 czerwca oblegający rozpoczęli poprzedzające szturm sypanie grobli przez fosę. W tej sytuacji francuscy obrońcy, wygłodzeni i pozbawieni amunicji oraz nadziei na odsiecz, ogłosili 25 czerwca kapitulację. W trakcie oblężenia stracili 2,5 tysiąca ludzi, podczas gdy straty oblegających wyniosły 8 tysięcy ludzi.